# Soraia André
Pour les articles homonymes, voir André.
Soraia André César, née le 9 août 1964 à Santo André, est une judokate brésilienne.

## Carrière
Soraia André César participe au tournoi de démonstration des Jeux olympiques d'été de 1988 à Séoul ainsi qu'au tournoi des Jeux olympiques d'été de 1992 à Barcelone, sans atteindre de podium.
Sur le plan continental, elle remporte aux Jeux panaméricains une médaille d'or en 1987 en moins de 72 kg, et deux médailles de bronze toutes catégories en 1983 et en 1991. Aux Championnats panaméricains de judo, elle obtient cinq médailles d'argent et trois médailles de bronze.